# 3-as metró (Kanton)
A kantoni 3-as metró (egyszerűsített kínai: 广州地铁3号线; pinjin: Guǎngzhōu Dìtiě Sān Hào Xiàn), vagy Southern-Northern Express vonal (dél-északi expressz; egyszerűsített kínai: 南北快线; pinjin: Nán Běi Kuài Xiàn) Kanton 67,3 km hosszú vonala Tianhe Coach Terminal, illetve Airport South és Panyu Square állomások között. A 3-as vonal színe      narancssárga.

## Története
A vonalat négy szakaszban adták át 2005 és 2010 között:
- 2005. december 26-án nyílt meg Guangzhou East Railway Station (Kanton Keleti pályaudvar) és Kecun állomások között
- 2006. december 30-án déli irányban meghosszabbodott Panyu Square állomásig, illetve megépült a Tiyu Xilu állomásnál a kiágazás Tianhe Coach Terminal állomáshoz (jelenleg ez a vonal egyik északi végállomása).
- 2010. október 30-án Airport South végállomásig hosszabbodott (másik északi végállomás).

## Állomáslista
| 3 (Tianhe Coach Terminal // Airport South – Panyu Square) |         |                                |                     |                                    |         |  |  |
| Útvonal                                                   | Útvonal | Állomás (angol név)            | Állomás (kínai név) | Átszállás                          | Kerület |  |  |
|                                                           |         |                                |                     |                                    |         |  |  |
|                                                           | ●       | Tianhe Coach Terminal          | 天河客运站          | 6-os vonal                         | Tianhe  |  |  |
|                                                           | ●       | Wushan                         | 五山                |                                    | Tianhe  |  |  |
|                                                           | ●       | South China Normal University  | 华师                | 11-es vonal (2018-tól)             | Tianhe  |  |  |
|                                                           | ●       | Gangding                       | 岗顶                |                                    | Tianhe  |  |  |
|                                                           | ●       | Shipaiqiao                     | 石牌桥              |                                    | Tianhe  |  |  |
|                                                           |         |                                |                     |                                    |         |  |  |
|                                                           | ｜      | Airport North                  | 机场北              |                                    | Huadu   |  |  |
| ●                                                         | ｜      | Airport South                  | 机场南              |                                    | Huadu   |  |  |
| ｜                                                        | ｜      | Gaozeng                        | 高增                | 9-es vonal                         | Baiyun  |  |  |
| ●                                                         | ｜      | Renhe                          | 人和                |                                    | Baiyun  |  |  |
| ●                                                         | ｜      | Longgui                        | 龙归                |                                    | Baiyun  |  |  |
| ●                                                         | ｜      | Jiahewanggang                  | 嘉禾望岗            | 2-es vonal 14-es vonal             | Baiyun  |  |  |
| ●                                                         | ｜      | Baiyundadaobei                 | 白云大道北          |                                    | Baiyun  |  |  |
| ●                                                         | ｜      | Yongtai                        | 永泰                |                                    | Baiyun  |  |  |
| ●                                                         | ｜      | Tonghe                         | 同和                |                                    | Baiyun  |  |  |
| ●                                                         | ｜      | Jingxi Nanfang Hospital        | 京溪南方医院        |                                    | Baiyun  |  |  |
| ●                                                         | ｜      | Meihuayuan                     | 梅花园              |                                    | Baiyun  |  |  |
| ●                                                         | ｜      | Yantang                        | 燕塘                | 6-os vonal                         | Tianhe  |  |  |
| ●                                                         | ｜      | Guangzhou East Railway Station | 广州东站            | 1-es vonal 11-es vonal (2023-tól)  | Tianhe  |  |  |
| ●                                                         | ｜      | Linhexi                        | 林和西              | Csujiang (Zhūjiāng) APM            | Tianhe  |  |  |
|                                                           |         |                                |                     |                                    |         |  |  |
| ●                                                         | ●       | Tiyu Xilu                      | 体育西路            | 1-es vonal                         | Tianhe  |  |  |
| ●                                                         | ●       | Zhujiang New Town              | 珠江新城            | 5-ös vonal                         | Tianhe  |  |  |
| ●                                                         | ●       | Canton Tower                   | 广州塔              | Csujiang (Zhūjiāng) APM            | Haizhu  |  |  |
| ●                                                         | ●       | Kecun                          | 客村                | 8-as vonal                         | Haizhu  |  |  |
| ●                                                         | ●       | Datang                         | 大塘                | 11-es vonal (2023-tól)             | Haizhu  |  |  |
| ●                                                         | ●       | Lijiao                         | 沥滘                | Kuangfo (Guǎngfó) vonal (2018-tól) | Haizhu  |  |  |
| ●                                                         | ●       | Xiajiao                        | 厦滘                |                                    | Panyu   |  |  |
| ●                                                         | ●       | Dashi                          | 大石                |                                    | Panyu   |  |  |
| ●                                                         | ●       | Hanxi Changlong                | 汉溪长隆            | 7-es vonal                         | Panyu   |  |  |
| ●                                                         | ●       | Shiqiao                        | 市桥                |                                    | Panyu   |  |  |
| ●                                                         | ●       | Panyu Square                   | 番禺广场            |                                    | Panyu   |  |  |
|                                                           |         |                                |                     |                                    |         |  |  |

## Fordítás
- Ez a szócikk részben vagy egészben  a   Line 3, Guangzhou Metro című angol Wikipédia-szócikk ezen változatának fordításán alapul.  Az eredeti cikk szerkesztőit annak laptörténete sorolja fel. Ez a jelzés csupán a megfogalmazás eredetét és a szerzői jogokat jelzi, nem szolgál a cikkben szereplő információk forrásmegjelöléseként.
- Ez a szócikk részben vagy egészben  a(z)   广州地铁3号线 című kínai Wikipédia-szócikk ezen változatának fordításán alapul.  Az eredeti cikk szerkesztőit annak laptörténete sorolja fel. Ez a jelzés csupán a megfogalmazás eredetét és a szerzői jogokat jelzi, nem szolgál a cikkben szereplő információk forrásmegjelöléseként.